# Family (ORANGE RANGEの曲)
「Family」（ファミリー）は、2018年10月 - 11月に、NHKの音楽番組『みんなのうた』で放送された楽曲。作詞・作曲・歌：ORANGE RANGE。